# Fatou Kande Senghor
Fatou Kandé Senghor (9 de enero de 1971, Dakar, Senegal) nacida Fatoumata Binetou Kandé, es una artista multidisciplinar senegalesa. Fotógrafa,cineasta y artista visual, es considerada una de las figuras más significativas de la escena senegalesa contemporánea.

## Trayectoria
De padre diplomático, Kandé ha vivido en varios países africanos, incluidos Nigeria, Ghana, Togo, Benin y Camerún, de ahí que sus creaciones, inspiradas en sus viajes, muestren una gran diversidad visual y lingüística.
Kandé estudió literaturas y civilizaciones americanas e inglesasen Lille, con especialidad de filmologíay en el medio artístico de París descubrió la filmografía rusa, francesa y alemana.  
De regreso a su Senegal natal en 1995, se convirtió en consultora de comunicaciones en el Banco Mundial antes de unirse al Consejo Nacional de Mujeres Negras - África Occidental (NCNW) - Regroupement de femmes Africaines Américaines (Oficina de Dakar) como responsable del seguimiento visual e impreso de películas y reportajes fotográficos en 1997.  
Entre 1998 y 2000 fue responsable publicaciones, contenidos de la web y asistente de proyectos en el programa cultural del Instituto Gorée. Dos años más tarde estuvo a cargo de las relaciones públicas en la Universidad de Suffolk enDakar. También fue directora general de la Radio Top FM entre 2004 y 2005. 
En 2001 había creado su propia organización en torno al video y el cine: Estudio Waru.Como su nombre indica, "waru" en wolof significa deslumbramiento y asombro, es un lugar para el descubrimiento de obras de arte cuidadosamente estudiadas. Según su fundadora, Waru studio es "un laboratorio de experimentación artística donde los y las jóvenes, sea cual sea el medio artístico que utilicen, pueden combinar las tecnologías actuales con su discurso artístico". La empresa está especializada en la realización de películas, pero también se dedica a la fotografía, la edición de libros de arte, el diseño de vestuario, la comunicación social y la investigación musical. El estudio Waru se ha convertido en un lugar donde profesionales de la música, la coreografía, la pintura o el periodismo intercambian ideas.
Su último trabajo publicado por Éditions Amalion (2015) se titula “Wala Bok: una historia oral del hip hop en Senegal", y es una crónica del mundo del hip hop en Senegal. Relata los inicios, las experiencias y las carreras de los distintos protagonistas del rap senegalés como Didier Awadi, Fou Malade, Keyti o Daara J.

## Filmografía
- Doomireew, fils du pays /sons of the country
- Tous les chemins ménent à Rufisque
- 1998: Dal diame, documentaire vidéo
- 2000: Tara, les chemins de la parole / Tara the path of the world, documentaire
- 2003: Dona Ana Maria Cabral, documentaire
- 2006: Les Invisibles, film documentaire en collaboration avec Wim Wenders
- 2007: Diola Tigi, documentaire
- 2007: The Invisible avec Wim Wenders
- 2008: My piece of poetry
- 2008: The Return of the Elephant, film documentaire sur l'artiste peintre Jacob Yacouba[9]
- 2009: Mon travail, ma passion
- 2010: Rafet Kaar
- 2010: True school
- 2010: Siggil Jiggen
- 2011: 10 films de 5 min sur les conditions économiques des femmes issues de couches vulnérables.
- 2012: The other in me/L’autre en moi, Docu-fiction, Sénégal/USA 2012, (59 min) Français/Wolof/Anglais
- 2013: Malibaba
- 2015: Donner naissance, Giving Birth

## Exposiciones
- Bienal de Dakar
- Bienal de Venecia
- International Center of photography New York
- Fespaco
- Bienal de Corea
- Bienal de Canadá
- CODESRIA, Gender Symposium, Caire, Égypte, Féminisation de l'Immigration.
- African Feminist Forum, film sur la rencontre de tous les forums féministes de l'Afrique.
- Production Médecins Sans Frontières, film sur les violences sexuelles en RDC.
- Documentaire de la réalisatrice sur le "bukut" cérémonie d'initiation dans la culture diola (Senegal).
- Film sur les mutilations génitales des femmes.
- Portrait en 26 min de l'épouse du révolutionnaire Capverdien Amilcar Cabral qui a conduit le Cap-Vert et la Guinée-Bissau à l'indépendance, entouré de "combattantes".
- Collection Visages de femmes, Diffusion TV5, African Queen Productions, Abiyán, Costa de Marfil.